# Revolució Francesa
La Revolució Francesa (1789-1799) es considera el model de revolució política de la seva època i va suposar la conquesta del poder per la burgesia i el desplaçament de l'aristocràcia i el clergat.
En acabar el segle xviii, el regne de França, com la major part d'Europa, estava sotmesa a l'Antic Règim. Era, doncs, una societat estamental fonamentada en el privilegi i la propietat de la terra. La monarquia absoluta de Lluís XVI era incapaç de millorar la situació de crisi financera, fam i debilitat de la vella estructura de classes. Així doncs, les classes socials quedaven dividides entre privilegiats (rei, noblesa i clergat), i els no privilegiats (burgesia, pagesos, etc). En aquest context es produeix un seguit de revoltes que conduïren a la revocació de l'Antic Règim.
La primera etapa revolucionària, la de la Monarquia constitucional (1789-1792), succeí quan els membres del Tercer Estat realitzaren una revolta jurídica i es constituïren en Assemblea Nacional. Aquesta assemblea proclamà la sobirania nacional, la divisió de poders i el sufragi censatari, alhora que eliminà tots els vestigis de l'Antic Règim i promulgà la Declaració dels Drets de l'Home i del Ciutadà. Paral·lelament esclatà una revolta popular en el camp i a París, revolta simbolitzada per la presa de la Bastilla. L'Assemblea Constituent, el 1791, aprovà la primera constitució.
La segona etapa va ser la de la Convenció Republicana (1792-1794). Els problemes econòmics, socials i polítics se sumaren a l'oposició de la monarquia i l'aristocràcia, i causaren una nova onada revolucionària que desembocà en la instauració d'una república. El rei Lluís XVI va ser jutjat, condemnat i executat. La Convenció va tenir un caràcter liberal, amb l'excepció del violent període jacobí.
La darrera etapa, la del Directori (1795-1799) va consolidar el poder de la burgesia que, per mantenir-se davant la pressió dels extrems monàrquics i de l'esquerra jacobina, promogué un cop d'estat (1799) encapçalat per Napoleó Bonaparte, amb el qual finalitza el període revolucionari.

## La França de l'Antic Règim

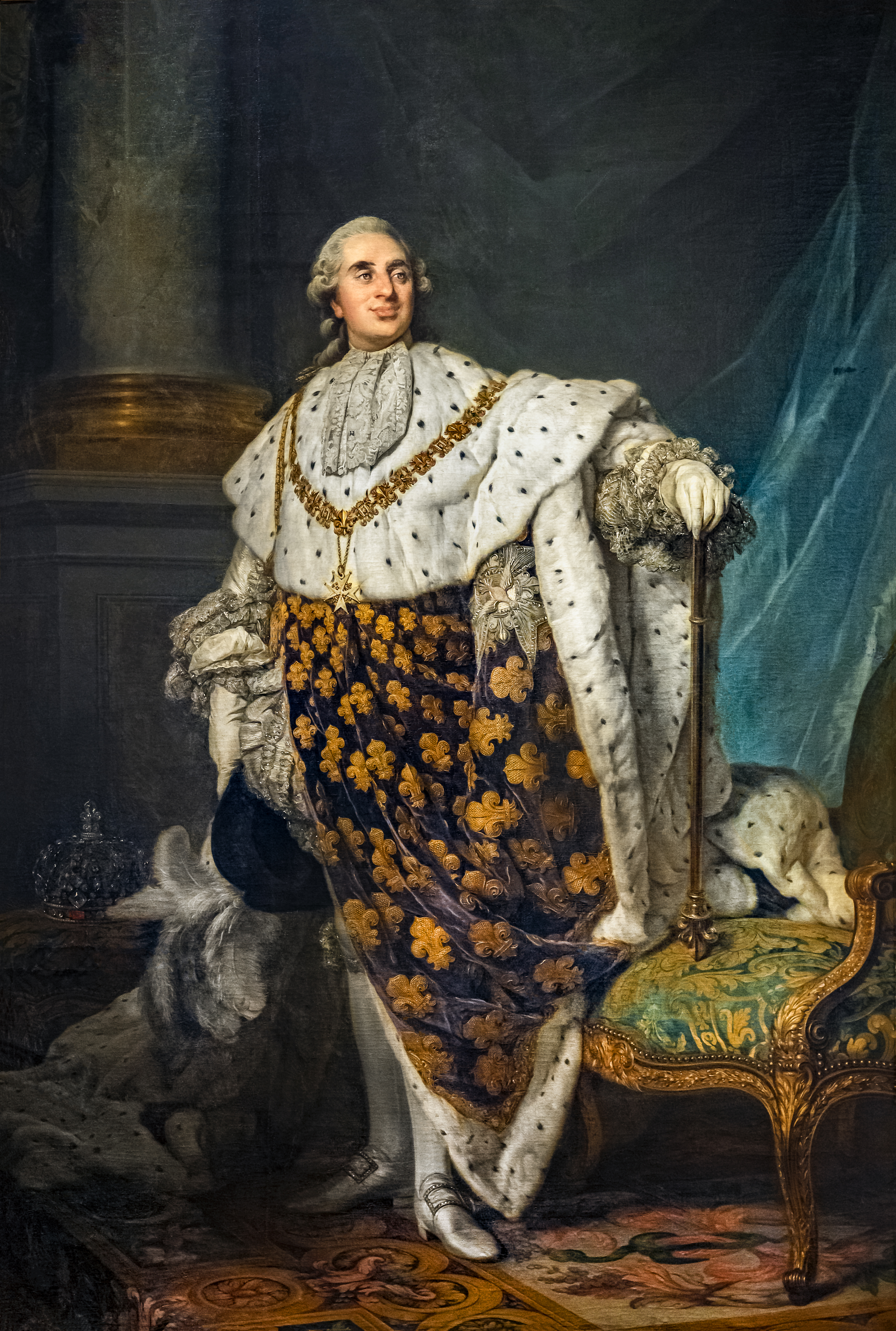
Lluís XVI, pintura de Joseph Siffred Duplessis (1725-1802)

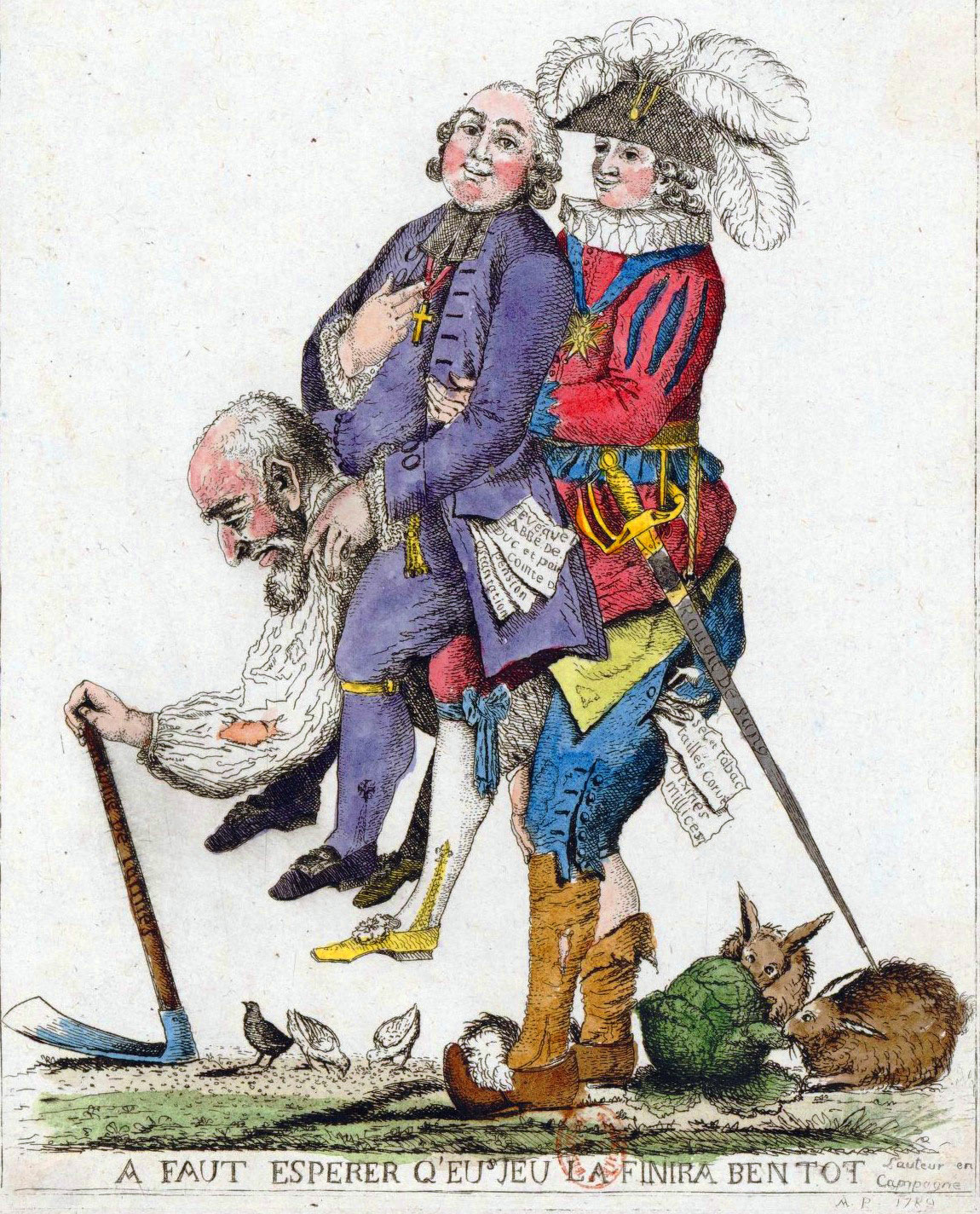
Aquesta caricatura mostra un camperol que duu a coll un clergue i un noble. Representa el
pes dels impostos que pagaven els camperols

Al final del segle xviii, França i la major part d'Europa estava sotmesa a l'Antic Règim, però ja es notaven les tensions motivades per les transformacions socials, com l'auge de la burgesia, i econòmiques, com el desenvolupament de nous sistemes de producció industrial i de comerç. L'organització social i política de la monarquia absoluta de l'Antic Règim obstaculitzava l'accés de la burgesia a la plenitud del poder. Per la burgesia era necessari un canvi estructural d'acord amb la nova realitat social i econòmica; i les teories del liberalisme dels filòsofs de la il·lustració soscavaven els fonaments ideològics de l'Antic Règim. La càrrega de la situació social també pesava sobre les classes populars i pageses.
En aquest marc de tensions, el 1787, la crisi s'inicia per l'aspecte financer i econòmic de la monarquia de Lluís XVI, però no serà l'únic element. Les causes que van possibilitar la Revolució Francesa es poden sintetitzar en diversos factors estructurals:
1. L'estructura de la societat francesa era estamental, fonamentada en el privilegi i la propietat de la terra d'una minoria. La majoria de la població vivia marcada pels tributs i la jurisdicció senyorial mentre l'economia rural continuava ancorada en un sistema d'autosuficiència amb tècniques endarrerides i crisis periòdiques. La població estava estructurada de forma jeràrquica. Al capdamunt estava la noblesa i el clergat, propietaris de la major part de les terres, amb drets senyorials i exempts d'impostos, cobraven rendes feudals. El tercer estat representava el 96% dels francesos i reunia la pagesia,[nota 1] les classes populars urbanes (botiguers, artesans, advocats, metges, oficials) molt minoritàries però que en les mobilitzacions socials esdevindran una força temible, i la burgesia (la classe més afavorida pel creixement econòmic del segle xviii, que no participava del poder polític i desitjava suprimir els privilegis i conquerir la igualtat i la llibertat en tots els àmbits), la classe a qui la filosofia de la Il·lustració va proporcionar la ideologia per desprestigiar i destruir les bases de l'Antic Règim.
2. Les transformacions demogràfiques. El 1789, França era el país més poblat d'Europa, amb 28 milions d'habitants, i gairebé la meitat de la població tenia menys de 20 anys. L'increment demogràfic, amb una baixa taxa de mortalitat i una taxa de natalitat estable, va provocar lluites per la possessió de la terra i crisis alimentàries, situació que un seguit de collites dolentes va agreujar, amb la corresponent pujada dels preus. Entre les classes populars urbanes i rurals hi havia fam i misèria, mentre que les classes benestants aconseguien els beneficis de la prosperitat econòmica.
3. El moviment de les idees, la lliure circulació de noves idees, en clubs, associacions i vetllades socials, formaren el pensament social previ a la revolució. Els estaments tradicionals (monarquia, clergat i aristocràcia) perderen prestigi degut, entre d'altres, a les crítiques dels filòsofs de la il·lustració.
4. L'evolució política. Lluís XVI de França governava com un monarca del segle xvii: no tenia cap limitació del seu poder car era una monarquia d'origen diví. La incapacitat de l'absolutisme per dur a terme qualsevol tipus de reforma, va abocar irremissiblement a una crisi estructural del sistema; el rei governava sense el seu parlament, els Estats Generals de França. La divisió de poders, que Montesquieu va proposar als monarques, els semblà un atemptat contra els seus drets històrics.

La crisi i feblesa de la vella estructura estamental i els factors conjunturals van agreujar la situació i van provocar l'esclat de les tensions socials. El 1780 aparegué una crisi de subsistència per l'alça del preu dels cereals, la crisi vitícola i la crisi industrial, que va comportar una alça del cost de la vida, el creixement de l'atur i l'augment de la misèria de les classes populars, amb el consegüent augment de la fam.
A la crisi econòmica s'hi afegí la crisi financera de l'Estat, que ingressava menys del que gastava, provocant la fallida i fent necessària una reforma fiscal. Les principals causes foren les despeses en la Guerra d'Independència dels Estats Units (105 milions de lliures), altres despeses militars i diplomàtiques (60 milions de lliures), les fastuoses despeses de la cort (36 milions de lliures) i la manca de pagaments d'impostos pel clergat i la noblesa, amb un deute acumulat de 310 milions. Mentre els ingressos de l'Estat francès se seguien regint per una pràctica contributiva d'origen feudal, amb una liquiditat molt feble, les despeses públiques anaven creixent contínuament.
D'una banda, el govern de Lluís XVI era incapaç de millorar una situació social en ebullició sense tocar el sistema de l'Antic Règim; de l'altra, la majoria de pagesos, classes populars urbanes, burgesia i el tercer estat desitjaven reformes socials i polítiques, recolzats per alguns nobles amb problemes econòmics i pel baix clergat. Només s'oposaven a les reformes i a la pèrdua dels seus privilegis la resta de la noblesa i l'alt clergat.

## La França de la Revolució
Les causes de la mateixa Revolució Francesa varen ser ben diverses. La burgesia tenia beneficis elevats, però el seu progrés topava amb les reglamentacions que interferien en el lliure comerç i la lliure producció. A més, l'ordenació estamental els impedia accedir al poder polític. Animats per les idees il·lustrades, els burgesos demanaren canvis polítics. Per altra banda, l'aristocràcia, s'aferrava a l'antic model feudal. Dins d'aquest context, una crisi econòmica bastant greu estava present a França. Les condicions de vida dels camperols es van agreujar a causa de l'augment de càrregues feudals. Finalment, les finances del rei estaven en bancarrota perquè l'aristocràcia no pagava impostos, tan sols el tercer estat. La participació francesa en la guerra d'independència dels Estats Units (1776-1782) va fer que el dèficit fóra crònic.
El procés revolucionari es va desenvolupar en diverses fases revolucionàries. En els primers moments s'observen tres fases: l'aristocràtica, la burgesa i la popular. La primera és la revolta dels privilegiats, centrada en l'oposició dels dos estaments superiors a les mesures reformistes de Turgot, Necker, Calonne i Brienne que volien posar remei al dèficit estatal. Des del 1783, Calonne va fer front a les dificultats econòmiques mitjançant préstecs de particulars a la corona, però finalment va reconèixer que era indispensable una reforma fiscal i va proposar l'establiment de la subvenció territorial que haurien de pagar les propietats agràries segons la seva extensió.
- 1787-1788, plantejament inicial i revolta aristocràtica
- 1789, Estats Generals i revolta burgesa
- 1789-1791, Assemblea Constituent, revolució jurídica i revolta popular;
- 1791-1792, monarquia constitucional i Assemblea Legislativa;
- 1792-1795, Convenció Nacional i República
- 1795-1799, Directori, que va donar pas al Consolat des de la fi de 1799.

### La revolta aristocràtica (1787-1788)
Per combatre la recessió econòmica, la fallida de les finances reials i la fam dels anys 1788 i 1789, la monarquia només podia pensar en reformes que acabessin amb els privilegis fiscals de la noblesa i el clergat. Va reunir una Assemblea de Notables formada per prínceps, membres de l'alta noblesa, consellers del rei, magistrats municipals i membres del clergat; l'Assemblea va presentar les reformes, al Palau de Versalles, entre el febrer i el març de 1787, va rebutjar totes les mesures de reforma fiscal, es negà a les pretensions reials i exigí la convocatòria dels Estats Generals, que no s'havien reunit des de l'any 1614; d'aquesta manera pretenien iniciar la reforma fiscal. Brienne va intentar que s'aprovessin les reformes en una assemblea a París on es van boicotejar tots els acords i es va aconseguir la convocatòria dels Estats Generals. Amb la revolta aristocràtica s'iniciava el camí de la Revolució car la burgesia i les capes populars aprofitaren les eleccions a diputats per mostrar la seva disconformitat amb els privilegis de l'Antic Règim i amb l'absolutisme monàrquic.
El 1789 es van redactar els quaderns de queixes (cahiers de doléances) dels tres ordres: el clergat, la noblesa i el tercer estat. Els quaderns del clergat i la noblesa s'aferraren als seus privilegis, però demanaren la fi de les despeses excessives, la regulació de les duanes interiors, un sistema unitari de mesures, la llibertat de premsa i la reunió periòdica dels Estats Generals. La burgesia i la noblesa defensaven la necessitat d'una monarquia constitucional i la necessitat d'emprendre reformes administratives segons les seves necessitats. El tercer estat va afegir la llibertat d'expressió, de reunió i de comerç, la igualtat dels tres estaments i l'abolició del delme, la jurisdicció i el monopoli de la caça. Els jornalers demanaren terres i mostraren la seva preocupació pels preus i els salaris. Els pagesos propietaris exigien la supressió d'impostos i refermaren els seus drets davant qualsevulla reforma agrària.
El reglament electoral no fixava una única data per la convocatòria, que depenia dels organismes locals, fet que amb la propaganda d'una consulta al poble, va provocar la intensificació de l'atmosfera revolucionària. Les eleccions es van celebrar la primavera de 1789 i els representants del poble van ser triats en assemblees. S'escolliren 1.139 diputats i es redactaren 40.000 quaderns que ens han permès de conèixer el clima existent a França abans de la revolució.

### Els Estats Generals i la revolució burgesa (1789)

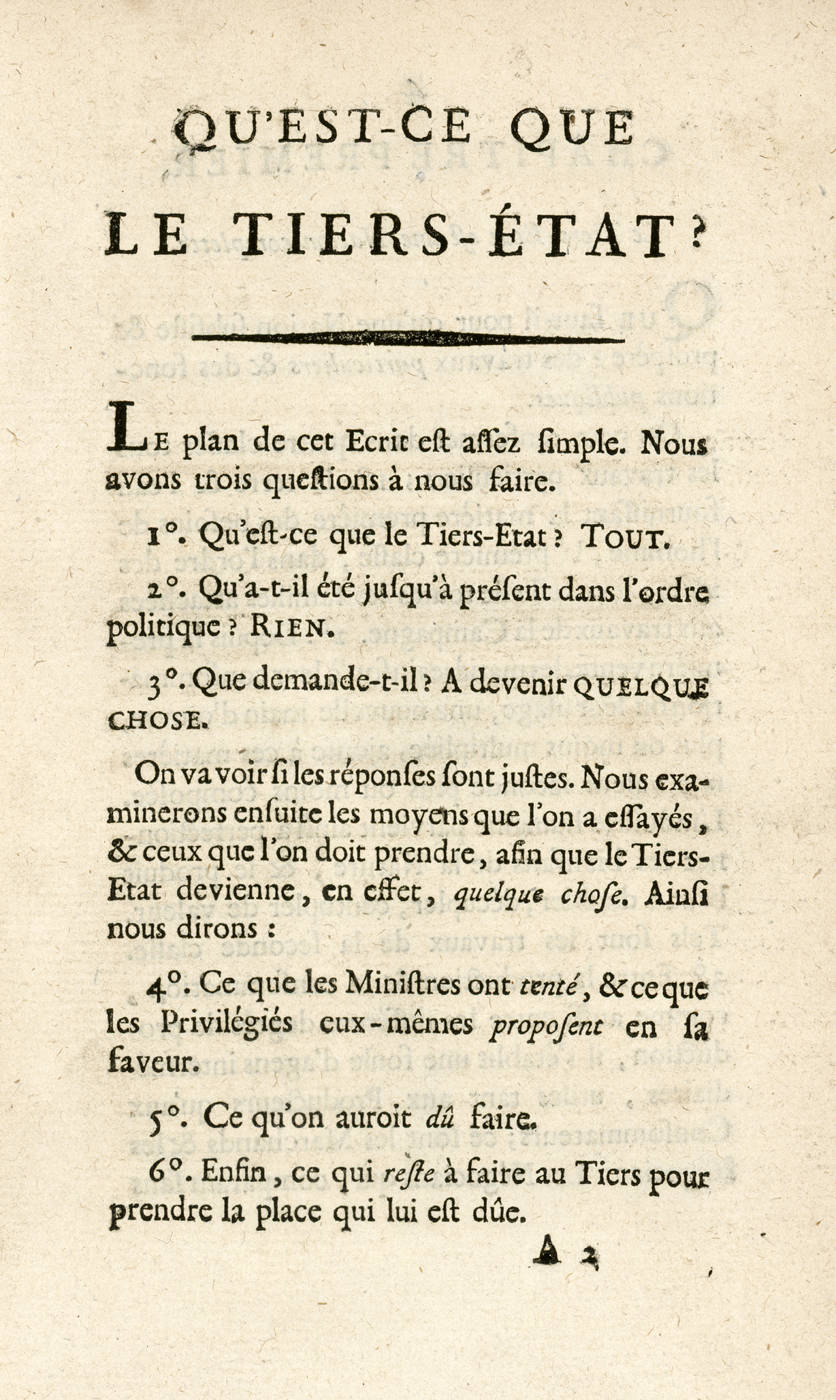
Pamflet de Joseph Sieyes de 1789 que expressa la consciència i la realitat del Tercer Estat com a grup social. Sieyes planteja tres qüestions que esdevindran claus: "Què és el Tercer Estat? Tot. Què ha estat fins ara en l'ordre públic? Res. Què demana? Arribar a ser alguna cosa". I esmenta la superioritat numèrica del Tercer Estat, uns 25 milions de persones, mentre el clergat representa unes 80.000 i la noblesa 110.000. Amb aquestes xifres demana més representants del Tercer Estat.

La reunió dels Estats Generals es va obrir al Palau de Versalles el 5 de maig i fou presidida per Lluís XVI de França. El Tercer Estat afrontà la convocatòria dels Estats Generals amb el propòsit de fer les reformes econòmiques i polítiques que li convenien, i amb el convenciment que hauria d'enfrontar-se a l'aristocràcia i a la monarquia. La convocatòria suposà, doncs, l'inici del procés revolucionari que havia de conduir la burgesia al poder.
Els gairebé sis-cents diputats del Tercer Estat igualaven als de la noblesa i el clergat i s'inclinaren per la reunió en una sola sala i la votació per persona, mentre els privilegiats volien deliberar per separat i emetre vot per estament, com manaven les regles tradicionals. Era l'inici de la revolució burgesa, en la qual es posava en joc la destrucció de l'Antic Règim i l'establiment d'un règim constitucional i el reconeixement de la sobirania nacional, sistema en què el poder no residís en el monarca sinó en la nació, i que l'exerceix per mitjà dels seus representants.
Enfront de la resistència oferta per la noblesa i del rei, els diputats del tercer estat, reunits el 20 de juny en un local improvisat, la sala del joc de pilota, ja que el rei havia tancat l'assemblea, i erigint-se com a intèrprets de la voluntat de la nació, es van comprometre solemnement a donar una constitució a França mitjançant el Jurament del jeu de paume. Alguns membres de la noblesa i el clergat s'hi afegiren. Els Estats Generals es convertiren, per voluntat del tercer estat, en Assemblea Nacional Constituent que volia transformar el país en una monarquia constitucional i parlamentària, i abolir les restes del feudalisme encara vigents.
| «                                                    | Jurem no separar-nos mai, i de reunir-nos allà on les circumstàncies ho demanin, fins que la Constitució del regne sigui establerta i sigui consolidada sobre fonaments sòlids | » |
| — jurament del Joc de pilota, Emmanuel-Joseph Sieyès | |   |

### L'Assemblea Nacional Constituent (1789-91)

#### La presa de la Bastilla.

La presa de la Bastilla el 14 de juliol 1789 constitueix un símbol de la revolució popular.

Al mateix temps que es produí la revolució jurídica, s'inicià la revolució popular a París i altres ciutats que consolidà la revolució burgesa davant la reacció del monarca i dels privilegiats de l'Antic Règim. El poble tenia el convenciment que el rei, que acabava de canviar part del govern l'11 de juliol atacaria als manifestants que s'estaven reunint davant l'ajuntament per protestar en contra d'aquesta mesura. Els sectors populars van acabar atacant l'Hôtel des Invalides per agafar armes de foc amb què defensar la revolució i, a continuació, van robar la pólvora emmagatzemada a la Bastilla, la fortalesa on arrestaven els detinguts polítics i que havia esdevingut l'encarnació del poder absolut del sobirà. Dominada la reacció, Lluís XVI torna a París i la noblesa inicià la fugida, i l'oposició al nou règim.
Els sans-culottes, els aturats, els sectors més miserables de les ciutats, que s'organitzaren en clubs i societats fraternals, foren un factor decisiu en els successos revolucionaris, i aquest aspecte del moviment popular, amb la fam com a fons, va estar present en l'assalt a la fortalesa de la Bastilla.

#### La Gran Por
La revolta sorgida del Parlament s'estengué per la França rural i, a les províncies, les masses camperoles s'incorporaren a la revolta contra els senyors, període conegut com la Gran Por de l'estiu de 1789. Els camperols creien que els nobles havien contractat bandolers i prengueren les armes i es revoltaren; tot i no trobar els suposats bandolers, atacaren els senyors i cremaren els castells on es guardaven les llistes on s'inscrivien rendes i obligacions feudals.

#### Els grups polítics
Els revolucionaris van concebre la transformació de la nació de formes diferents. A l'Assemblea Constituent els constitucionalistes exerciren una influència notable, dirigits per Mirabeau i La Fayette, partidaris d'una monarquia moderada amb el control d'una constitució. Una part de l'aristocràcia s'integrà en aquest grup.
- Els girondins representaren el sector moderat. La seva personalitat més destacada és Jacques-Pierre Brissot i els seus membres més rellevants formaven part de l'alta burgesia de la Gironda, de Bordeus i Nantes, que havien intervingut en el comerç d'ultramar. Aquest grup era partidari de realitzar la revolució emprant les lleis, desaprovaven el terror i defensaven la propietat; creien que les idees revolucionàries tenen un valor universal i donaven importància a un increment del poder de les províncies davant el centralisme de la capital, París.

- Els jacobins representaren la burgesia mitjana i les classes populars. La figura més representativa d'aquesta ideologia va ser Maximilien de Robespierre. Aquest grup pensava que la revolució havia d'assolir els seus objectius per qualsevol mitjà; demanaven actuacions i no teories. Eren centralistes i eren de l'opinió que la revolució s'havia de fer des de París, on controlaven l'ajuntament. Estaven disposats a limitar la propietat privada i la llibertat individual.

- Els demòcrates, el sector més exaltat, liderat per Lazare Nicolas Marguerite Carnot, defensaven el sufragi universal i l'assumpció directa de la sobirania pel poble. El grup de Jean-Paul Marat estava relacionat amb els demòcrates, però actuaven de forma preferent al carrer, en lloc de fer-ho a l'Assemblea.

#### L'obra de l'Assemblea Constituent (1789-1791)

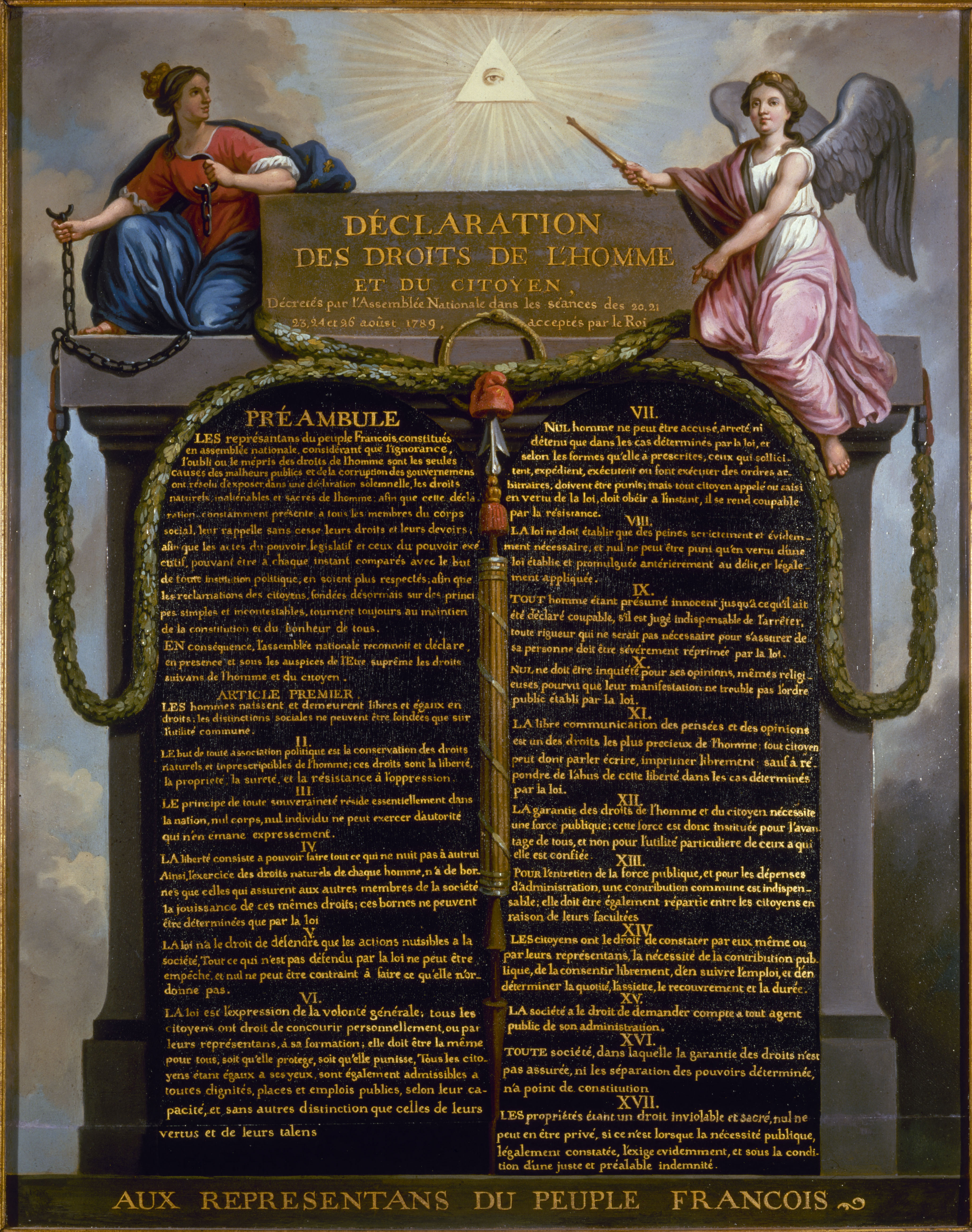
La Declaració dels Drets de l'Home i del Ciutadà de 1789. Una de les conseqüències amb major abast històric de la revolució va ser la declaració dels drets de l'home i del ciutadà. Té un doble vessant, moral (drets naturals inalienables) i polític (condicions necessàries per l'exercici dels drets naturals i individuals), que condiciona l'aparició d'un nou model d'Estat, el dels ciutadans; l'Estat de Dret, democràtic i nacional. La Declaració dels Drets de l'Home i del Ciutadà francesa de 1789 va servir de base i d'inspiració a totes les declaracions del i del XX perquè és indiferent a les circumstàncies en les quals neix i afegeix als drets naturals, els drets del ciutadà. Però sobretot, és un text atemporal, únic, separat del text constitucional i, per tant, amb un caràcter universal, a més a més, és un text breu, clar i senzill. Vet aquí la seva transcendència i èxit a França, a Europa i al món occidental. Els drets més destacats que estableix la declaració del 26 d'agost de 1789 són:
Article 1r. Els homes neixen lliures i iguals en drets, i les distincions socials només poden fundar-se en la utilitat comuna.
Art. 2n. L'objecte de tota societat política és la conservació dels drets naturals i imprescindibles de l'home. Aquests drets són la llibertat, la propietat, la seguretat i la resistència a l'opressió.
Art. 3r. El principi de tota sobirania resideix essencialment en la nació. Cap individu ni corporació no pot exercitat autoritat que no emani expressament d'ella.
La llibertat consisteix a poder fer tot allò que no perjudica d'altri (…).
Art. 6è. La llei és l'expressió de la voluntat general. Tots els ciutadans tenen dret a concórrer la llur formació personalment o per representants.
Art. 7è. Cap home no pot ésser acusat, arrestat ni detingut sinó en casos determinats a la llei i amb les formalitats prescrites per ella (…).
Art. 10è. Ningú no ha d'ésser molestat per les seves opinions, encara que siguin religioses, mentre la seva manifestació no torbi l'ordre públic establert per la llei.
Art. 11è. La lliure comunicació dels pensaments i de les opinions és un dret dels més preats de l'home.

Els incendis i les morts de l'estiu de 1789 provoquen la jornada de la Constituent, que la nit del 4 d'agost de 1789 decreta l'abolició dels privilegis feudals: l'Assemblea Nacional suprimeix del tot el règim feudal i decreta que els drets i deures, tant feudals com censals, són abolits sense indemnització, i tota la resta declarats redimibles, i que el preu i el mode de redempció seran fixats per l'Assemblea Nacional (Article primer). Alhora, totes les justícies senyorials són suprimides sense cap indemnització (Decret del 4 d'agost de 1789, Article quart)
El 26 d'agost de 1789, l'assemblea constituent aprova la Declaració dels Drets de l'Home i del Ciutadà. El nou text recull la influència de la Declaració d'Independència dels Estats Units d'Amèrica (1776) i del pensament dels filòsofs il·lustrats del segle xviii. La Declaració francesa reconeix drets inalienables i imprescriptibles: llibertats individuals, igualtat civil davant l'impost i davant la llei. En concret, proclama la igualtat de tots els homes (article 1) i dels seus drets naturals i inalienables, com la llibertat, la propietat, la seguretat i la resistència a l'opressió (article 2); declara la preeminència de la sobirania de la nació; assevera que la llei ha d'ésser l'expressió de la voluntat general (article 6); instaura la llibertat d'opinió, d'impremta i religió, estableix la separació de poders i, en el darrer article, conclou en la inviolabilitat del dret de propietat. Aquest text fonamental va ser utilitzat com a preàmbul de la constitució del 1791 i va inspirar totes les lluites per la llibertat a Europa durant el segle xix, i encara avui és un document cultural i polític de gran interès.
El Regne de França es va convertir per acció de la constitució promulgada l'any 1791 en una monarquia constitucional que va reordenar el territori, sanejar la justícia, unificar els codis de lleis i reestructurar el sistema fiscal d'acord amb la igualtat entre els ciutadans. Per resoldre els problemes financers de l'Estat, les propietats de l'Església van ser expropiades i declarades béns nacionals
La constitució de 1791 és un assaig de monarquia liberal. Els seus punts més importants són:
- Divisió de poders. El poder del rei està limitat per la Constitució i pel control d'una Assemblea triada per la nació.

- Descentralització de l'Administració, idea girondina. Es va reordenar el territori a partir de 83 departaments; els ajuntaments incrementen les seves atribucions; es va sanejar la justícia, es van unificar els codis de les lleis i es va reestructurar el sistema fiscal d'acord amb la igualtat entre els ciutadans. Per resoldre els problemes financers de l'Estat van ser expropiades les propietats de l'Església i declarades béns nacionals.

- Constitució civil del clergat. Els capellans es consideren funcionaris públics i han de jurar fidelitat a la Constitució.[12]

- Categoria de ciutadans actius tots aquells que posseeixin drets polítics. Han de ser majors de 21 anys i pagar una determinada renda. Per sota queden sense drets polítics; és l'anomenat quart estat. La protesta popular per aquesta decisió van comportar la Llei Chapelier, que prohibeix les coalicions de treballadors.

Per la burgesia girondina, que dominava l'Assemblea, la llibertat de disposar plenament dels seus béns era essencial. La igualtat que havien reclamat contra l'aristocràcia no podia tractar-se més que d'igualtat civil. La llei era igual per a tothom, però les diferències econòmiques continuaven mantenint una forta desigualtat social. La igualtat política tampoc no s'aconseguí, car el sufragi fou organitzat amb el cens i el dret de vot quedà restringit als propietaris, sinònim de ciutadans actius. Van quedar exclosos del dret de sufragi la majoria de la població.
Les potències europees, espantades pels successos revolucionaris, decideixen intervenir i el 27 d'agost de 1791, l'emperador Leopold, germà de la reina i el rei Frederic Guillem II de Prússia, després d'haver consultat nobles francesos emigrats, promulgaren la declaració de Pilnitz, segons la qual, els monarques europeus es mostraven interessats en la protecció de Lluís XVI i la seva família, i, vagament, s'hi amenaçava amb greus conseqüències si els passava res. Per la banda francesa, la guerra fondrà la causa revolucionària amb la nacional. Davant l'esclat bèl·lic les visions seran oposades: Robespierre la tem, el rei la desitja, els girondins confien a estendre la croada revolucionària a Europa i els més moderats creuen que la guerra estabilitzarà el règim. En aquest context, l'Assemblea Constituent es dissol i es convoquen eleccions per una nova Assemblea.

### La Monarquia Constitucional i l'Assemblea Legislativa (octubre 1791-agost 1792)
Malgrat la situació de crisi, el mes d'octubre de 1791, comença a funcionar l'Assemblea Legislativa i la nova Monarquia Constitucional. En la nova composició de l'Assemblea dominen encara els propietaris i el sector legalista de la burgesia, els advocats. La majoria dels diputats són joves. En la seva composició política poden distingir-se quatre tendències: la dreta, partidària d'una monarquia limitada (264 diputats); l'esquerra, en la seva major part de la Gironda, dirigida per Jacques-Pierre Brissot i Condorcet (136 diputats); l'extrema esquerra, dirigida per Carnot, que demana el sufragi universal (amb un nombre minoritari i indeterminat de diputats); i el centre, majoritari amb 345 diputats, independents i constitucionals, homes notables vinculats a la revolució, però sense opinions clares, basculant entre conservadors i exaltats.
L'Assemblea decreta el segrest dels béns dels emigrats i la deportació dels clergues que no han acceptat la constitució civil del clergat. Però la fita de fer funcionar aquest nou règim es va veure afectada per múltiples factors que van acabar radicalitzant el procés: la divisió de la burgesia en diferents grups i tendències; la pressió del moviment popular de caràcter republicà; el descontentament de les capes més baixes davant la persistència de la crisi econòmica per una collita dolenta; l'amenaça exterior i la declaració de guerra amb Àustria l'abril de 1792 i Prússia; l'enfrontament del monarca amb l'Assemblea, qui mantenia una postura declaradament anticonstitucional i havia demanat ajut militar a les monarquies absolutes d'Europa.
Lluís XVI de França i la seva dona, la reina Maria Antonieta d'Àustria, van fugir de París la nit del 20 de juny del 1791 reconeguts i detinguts a Varennes, van haver de retornar a París el 25 de juny al capvespre quedant confinats al Palau de les Teuleries. Els parisencs, silenciosos i hostils, restaven per primer cop, davant del rei, sense treure's el barret. L'Assemblea Nacional Constituent va acordar que el rei podria ser restaurat al poder si acceptava la constitució però diverses faccions de París com els Cordeliers i els jacobins no estaven d'acord, i això va provocar una protesta al Camp de Mart; la protesta es va tornar violenta, resultant en la Massacre del Camp de Mart el 17 de juliol.

#### La revolució del 10 d'agost de 1792

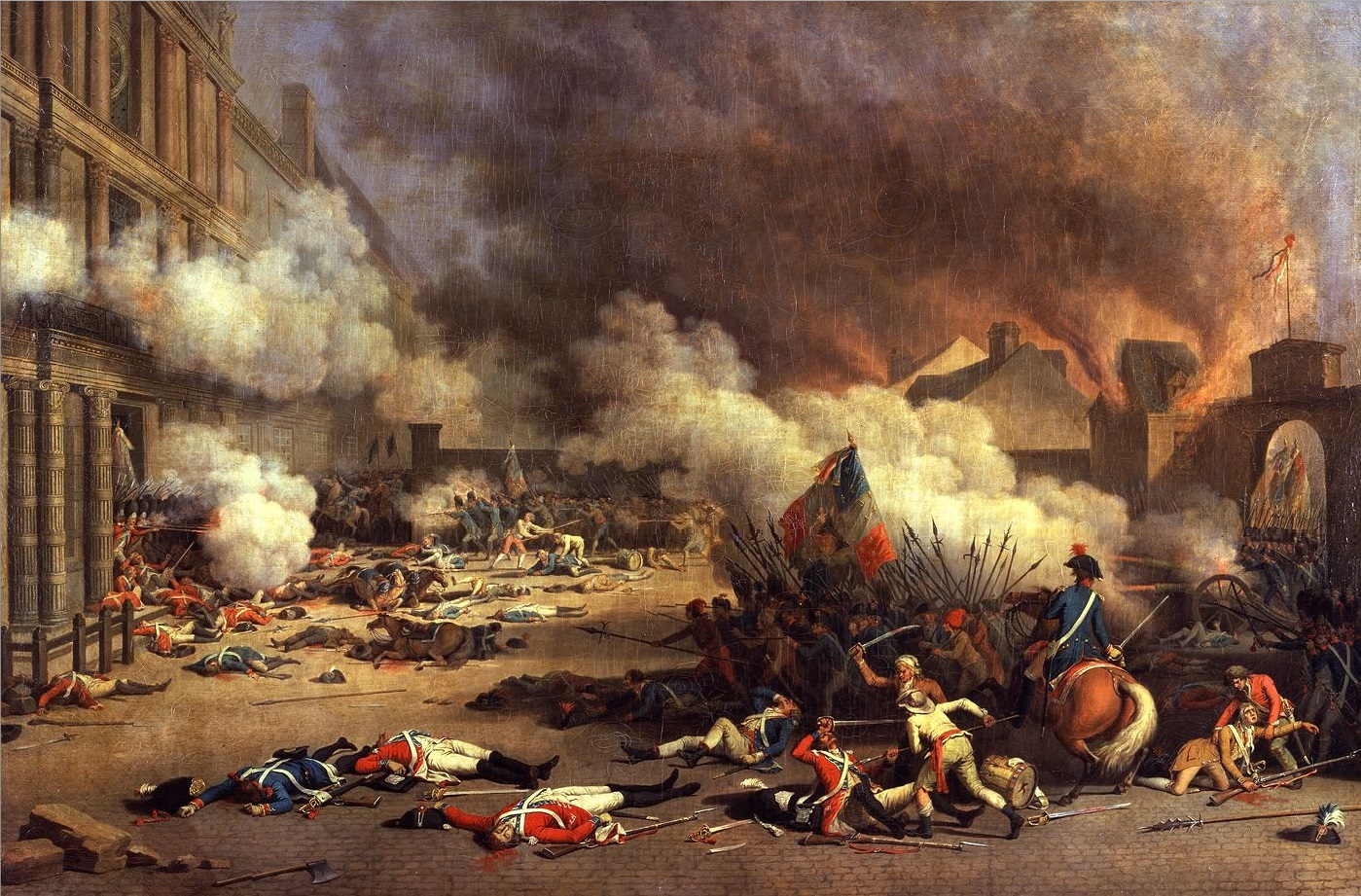
El 10 d'agost de 1792 les masses populars de París van assaltar el Palau Reial.

Els jacobins, amb el suport dels elements més radicals de la burgesia, s'oposen enèrgicament al poder de la burgesia girondina i mobilitzen el desencís popular per portar més enllà la revolució. Danton, Maximilien Robespierre, Camille Desmoulins, Fabre d'Églantine, Marat… agiten les masses. Durant l'estiu de 1792, els clubs polítics ja discutien de manera oberta sobre la possibilitat de destronar Lluís XVI; el 3 d'agost, Pétion, en nom de la Comuna de París (govern municipal), va proposar, a l'Assemblea Legislativa l'abolició de la Monarquia. El poble, però, no estava pas disposat a seguir el legalisme de Pétion. El 10 d'agost de 1792, aprofitant un imprudent manifest del comandant prussià el duc de Brunswick que amenaçava de destruir París si s'exercia violència contra Lluís XVI, provoca que les masses populars de París assaltin el Palau de les Teuleries. Davant l'esclat revolucionari, Lluís XVI va decidir traslladar-se amb la seva família a la cambra de l'Assemblea Legislativa per demanar-hi protecció. Però, el poder estava en mans dels insurgents i la Comuna de París que van demanar la deposició del rei. L'Assemblea va prendre la mesura de convocar l'elecció d'una convenció nacional, destituir el govern i suspendre, que no deposar, el rei.

#### La Comuna de París
Després del 10 d'agost, l'únic poder efectiu era el de la Comuna de París qui, a més a més, havia aconseguit que Lluís XVI li fos lliurat com a presoner. El 2 de setembre de 1792, arribà a París la notícia que les tropes del duc de Brunswick havien pres la ciutat fortificada de Verdun. Com a conseqüència, entre el 2 i el 7 de setembre de 1792, una onada de violència va sacsejar París per por que volguessin col·laborar amb els prussians. El balanç de les massacres del 2 de setembre fou l'assassinat de la meitat de la població reclusa de París, unes mil dues-centes persones, incloent-hi dones i joves.
Tanmateix, aquell mateix mes de setembre les tropes prussianes són detingudes en la batalla de Valmy mentre a la capital s'ha constituït un govern revolucionari, la Comuna de París. La revolució entrava en una nova etapa que tindria uns nous protagonistes: els sans-culottes (poble baix), que esperaven de la revolució la llibertat, la igualtat i la fraternitat. La monarquia havia estat enderrocada. S'inicia la Primera República Francesa.

### La revolució democràtica, Convenció i República (1792-1795)

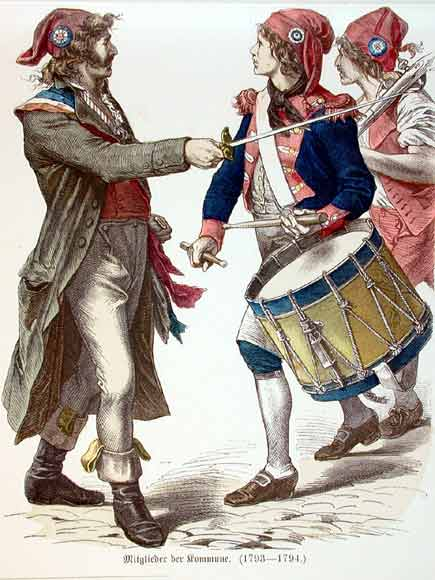
Els Sans-culottes duien pantalons, i no els calçons (culottes) dels nobles; literalment vol dir sense calçons. Van participar en els moviments revolucionaris fins al 1795.

Durant el govern de la Convenció es distingeixen tres fases que corresponen al predomini successiu de cadascun dels tres partits presents a la Convenció: girondins, jacobins i burgesos i republicans de caràcter moderat. Aquesta s'inicia el 21 de setembre, quan la Convenció Nacional, que acaba de ser elegida, fa la seva entrada a la sala del rei destronat. Són set-cents cinquanta membres distribuïts en tres grups. A baix seuen la "plana". Són els burgesos moderats que pensen que la revolució ja ha arribat a la seva culminació, amb la fi de la monarquia i de la noblesa, amb el traspàs dels drets al tercer estament: voldrien més que res contenir de bell nou el corrent avalotat i defensar allò que tenen assegurat. Nicolas de Condorcet, Madame Roland, els girondins, en són els cabdills, els representants de la intel·lectualitat i de la classe mitjana. A dalt de tot de l'amfiteatre s'asseuen els de la "muntanya" que volen continuar impulsant l'onada revolucionària. Jean-Paul Marat, Danton i Robespierre volen la revolució total, radical, fins a l'ateisme. Després del rei, volen abatre els altres poders de l'Estat: el diner i Déu.

#### La Convenció de la Gironda (1792-93)

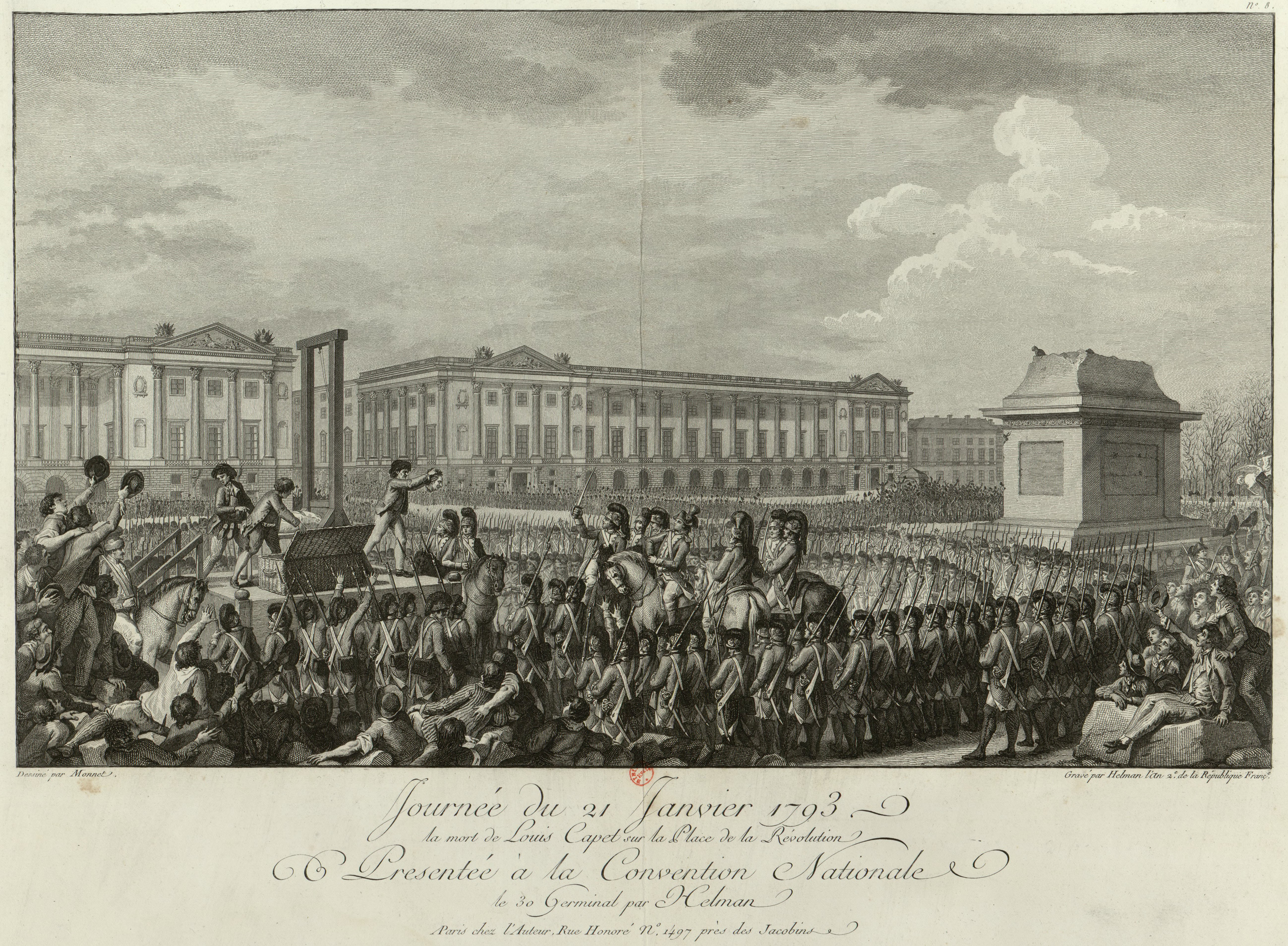
Execució de Lluís XVI el 21 de gener del 1793 a París.

Els burgesos de la Gironda van dominar la Convenció Nacional des de la seva constitució el mes de setembre de 1792 fins al mes de maig de 1793. En aquests primers mesos es declara l'abolició de la monarquia i es proclama la República el 21 de setembre. Alhora, entre desembre de 1792 i gener de 1793, es realitza el procés contra el rei Lluís XVI de França que va ser guillotinat, a París, el 21 de gener del 1793.
A partir de 1792, els revolucionaris han d'enfrontar-se al perill d'una invasió exterior per les potències estrangeres. Però, gràcies a les lleves forçoses, el fervor revolucionari i a importants innovacions militars, aquestes guerres revolucionàries van dur França a contínues victòries. Així, el 20 de setembre de 1792, els grans exèrcits revolucionaris francesos obtenen la victòria decisiva de Valmy sobre els prussians. De victòria en victòria, la França revolucionària s'annexiona territoris a les fronteres exteriors: Savoia, Niça, a la zona esquerra del Rin… Malgrat els èxits militars, la guerra té un cost, que afegit a la revolta de La Vendée, fa que la revolució passi per moments difícils. Davant el perill exterior i interior, la pressió popular obliga a prendre mesures de salut pública de caràcter revolucionari. Amb l'ajut dels sans-culottes, els jacobins assoleixen el poder en les jornades revolucionàries de juny de 1793.
Pel que fa a Espanya, amb la decapitació de Lluís XVI, la monarquia del Borbó Carles IV d'Espanya va declarar la guerra a França. La coneguda com a Guerra Gran va durar dos anys, del 1793 al 1795. Les batalles es van succeir a les comarques pirinenques, però no arribaren enlloc. Quan la guerra va acabar, els Borbó es van apropar a la posició francesa fins que finalment van canviar de bàndol.

#### La Convenció jacobina (1793-94)

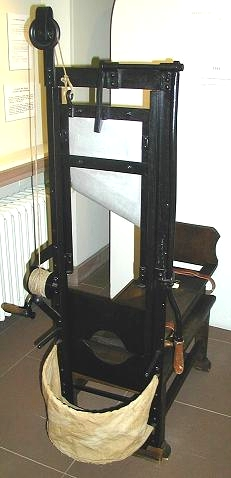
Unes 30.000 persones foren executades a la guillotina durant l'època del Regnat del Terror a la Revolució. Fou inventada pel doctor Guillotin el 1789. S'emprà a França fins al 1981, any en què es va abolir la pena de mort.

La direcció política de la revolució estarà ara en mans dels jacobins que promouen una nova constitució que reconeix el sufragi universal i estableix una democràcia més directa, organitzant un govern revolucionari format pel Comitè de Salut Pública i el Comitè de Seguretat Nacional, per salvar França dels perills que l'aguaiten: crisi econòmica, contrarevolució interior i guerra exterior. Amb aquestes mesures, els jacobins aconsegueixen que la revolució es faci democràtica i social, vinculada als sectors populars.
Per fer front a la contrarevolució es va decretar el Regnat del Terror amb la fita d'acabar amb tots els sospitosos de fer costat a la causa reial.
Davant la situació de guerra civil contrarevolucionària, es va intensificar la lluita contra els rebels i la repressió: 
- En política, els revolucionaris van obtenir victòries sobre la Vendée i sobre els exèrcits exteriors, van liquidar als girondins, exterminar faccions polítiques i realitzaren processos i execucions com les de la reina Maria Antonieta d'Àustria que tingué lloc el 16 d'octubre del 1793.
- En matèria religiosa, es van adoptar mesures descristianitzadores com el tancament d'esglésies i la supressió del culte catòlic, mentre es va adoptar el culte a la Llibertat i a la Raó, la llibertat de culte i un nou calendari.
- En economia, llei sobre preus i salaris. L'economia dirigida, que fixava uns màxims pels preus i pels sous i que perseguia estraperlistes i especuladors, alhora que pretenia alleugerir la misèria de les classes populars.[nota 8]
- En matèria militar, per oposar-se a la invasió estrangera, es va crear un exèrcit de nou tipus decretant la lleva en massa i democratitzant el seu funcionament.

Aquestes mesures van donar un seguit de victòries exteriors contra la Primera Coalició a Bèlgica, Països Baixos, el nord d'Itàlia i a la riba esquerra del Rin. Però a nivell intern, quan els principals perills semblaven que s'havien superat, el juliol de 1794 la burgesia es va sentir amb la força suficient per posar fi a l'experiència jacobina i per fer tornar la revolució a la seva etapa anterior. El cop d'estat de Termidor va eliminar el jacobinisme i els seus principals dirigents. El 27 de juliol del 1794 es va aprovar el processament de Robespierre i els seus seguidors. Els principals dirigents van ser executats a la guillotina: Robespierre, Saint-Just i 84 dels seus partidaris són executats l'endemà (28 de juliol).

#### La Convenció Termidoriana (1794-95)
Entre juliol de 1794 i octubre de 1795 la Convenció és dirigida per la burgesia moderada. Desenvolupen una política conservadora: depuracions i proscripcions de jacobins i poble baix; canvis essencials en Comitès i Tribunals; reacció econòmica i reacció moral i social amb el "terror blanc" i reacció religiosa. En els primers mesos de 1795, les dificultats econòmiques i la inquietud social van plantejar problemes a la Convenció quan aquesta ha d'enfrontar-se als darrers aixecaments populars, que són esborrats amb l'ajut de l'exèrcit. La política repressiva i reaccionària de la Convenció va portar a una aliança entre l'exèrcit i la burgesia de dretes que s'imposa al moviment popular. A més, les victòries en les guerres europees sobre Prússia, Holanda i Espanya, que es concreten en els tractats de 1795, donen pas a una burgesia conservadora triomfant. En resum, la reacció Termidoriana va representar el triomf de la burgesia moderada, que va iniciar l'eliminació del moviment dels sans-culottes i l'opció per una revolució democràtica i popular. Des d'aquesta situació límit, es va iniciar un lent procés contrarevolucionari que va anar consolidant, de forma gradual, el poder de la burgesia conservadora.

### La reacció conservadora. El Directori (1795-1799)
Durant l'estiu de 1795, la burgesia termidoriana va elaborar una nova Constitució (1795) en la qual es va consagrar el predomini dels propietaris. Un cop aprovada per plebiscit, la Convenció es dissol el mes d'octubre de 1795 i va començar a funcionar un nou règim: un Directori de cinc membres, que intentava ser una república d'ordre, conservadora i sòlida, oposada tant al reialisme i a l'aristocràcia com a la democràcia popular i al jacobinisme. Aquesta pluralitat de cinc membres reflecteix el temor al poder excessiu d'un home, record de la dictadura de Robespierre. Amb l'eliminació del moviment popular, la reacció s'intensifica. I els problemes van fent evolucionar al nou règim cap a un autoritarisme que acabarà per imposar a l'exèrcit al capdavant del poder en un desplaçament continu cap a la dreta política.
Les dificultats a l'interior s'agreugen per problemes econòmics i financers; l'oposició jacobina es manté activa i ha d'ésser reprimida; la revolta a la Vendée ressorgeix i, amb la intervenció de l'exèrcit, és dominada. Pel vessant exterior, l'exèrcit també és el protagonista, car les guerres continuen amb el Sacre Imperi Romanogermànic i el Regne d'Anglaterra. Entre 1796 i 1797, les victòries franceses sobre els austríacs finalitzen amb un tractat de pau i el paper destacat d'un jove general Napoleó Bonaparte. El 1797 el Directori organitza una política expansiva i annexionista. La resposta dels estats europeus és la formació de la Segona Coalició, formada a les acaballes de 1798. L'any següent la guerra torna a Europa on els exèrcits francesos ocupen el Regne de Nàpols. La campanya contra Anglaterra obliga a enviar l'expedició a Egipte l'any 1798, també sota el comandament de Napoleó. L'exèrcit ja ocupa el primer pla.
A nivell interior hi ha la necessitat d'una més gran estabilitat governamental i la realització de reformes, el desig de la burgesia conservadora d'afermar-se en el poder i la temença de nous rebrots revolucionaris dels jacobins. En aquest ambient es duu a terme un revisionisme constitucional on, una altra vegada, la política és monopolitzada per les classes benestants, mentre els ciutadans sense rendes són ciutadans passius. Només el pagament d'una determinada contribució permet accedir a la política. Ha passat definitivament la fase dels moviments populars. La revolució inicia una era d'ordre i d'autoritarisme car la burgesia francesa comença a considerar l'estabilitat com el valor suprem de la societat política.

### El cop d'Estat de Napoleó
La debilitat política del Directori i el manteniment de la guerra a Europa van fer que l'exèrcit adquirís més i més importància. Napoleó Bonaparte, un general victoriós, amb el suport d'una part de la burgesia que pretenia consolidar les seves conquestes davant de l'Antic Règim, dels jacobins i amb la col·laboració de Joseph Fouché, cap de la policia, va donar un cop d'Estat el 18 de Brumari (9 de novembre del 1799), va dissoldre el Directori, va concentrar tot el poder en les seves mans i es va erigir cònsol. La Revolució ha acabat:
Expulsats els Cinc-cents, dissolt el Directori, tota l'autoritat requeria sobre un Consolat provisional compost per tres persones: Sieyes, Roger-Ducos i Bonaparte. Això significa la fi de la República burgesa i el pas del poder a mans d'un dictador militar.
Tres setmanes més tard hom redactà i presentà a les Assemblees una nova Constitució cesarista, acompanyada d'una proclamació dels Cònsols, la qual corria el teló sobre deu anys d'història: «La Revolució s'ha establert sobre els principis que l'originaren: la Revolució ha acabat».

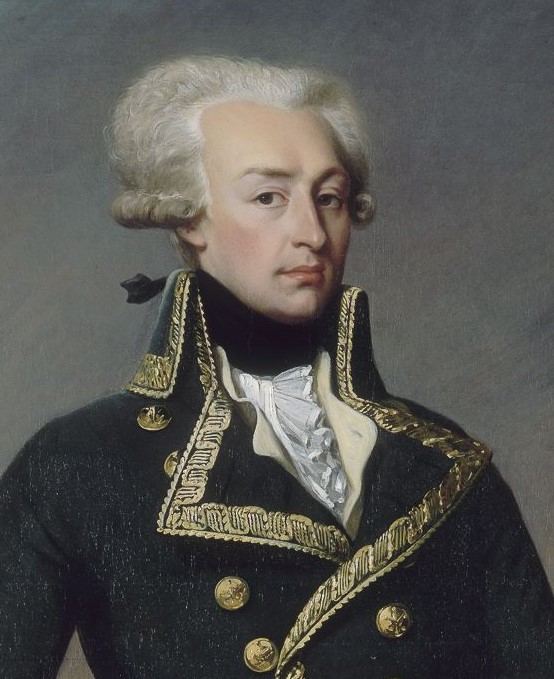
Marquès de la Fayette
Georges Jacques Danton
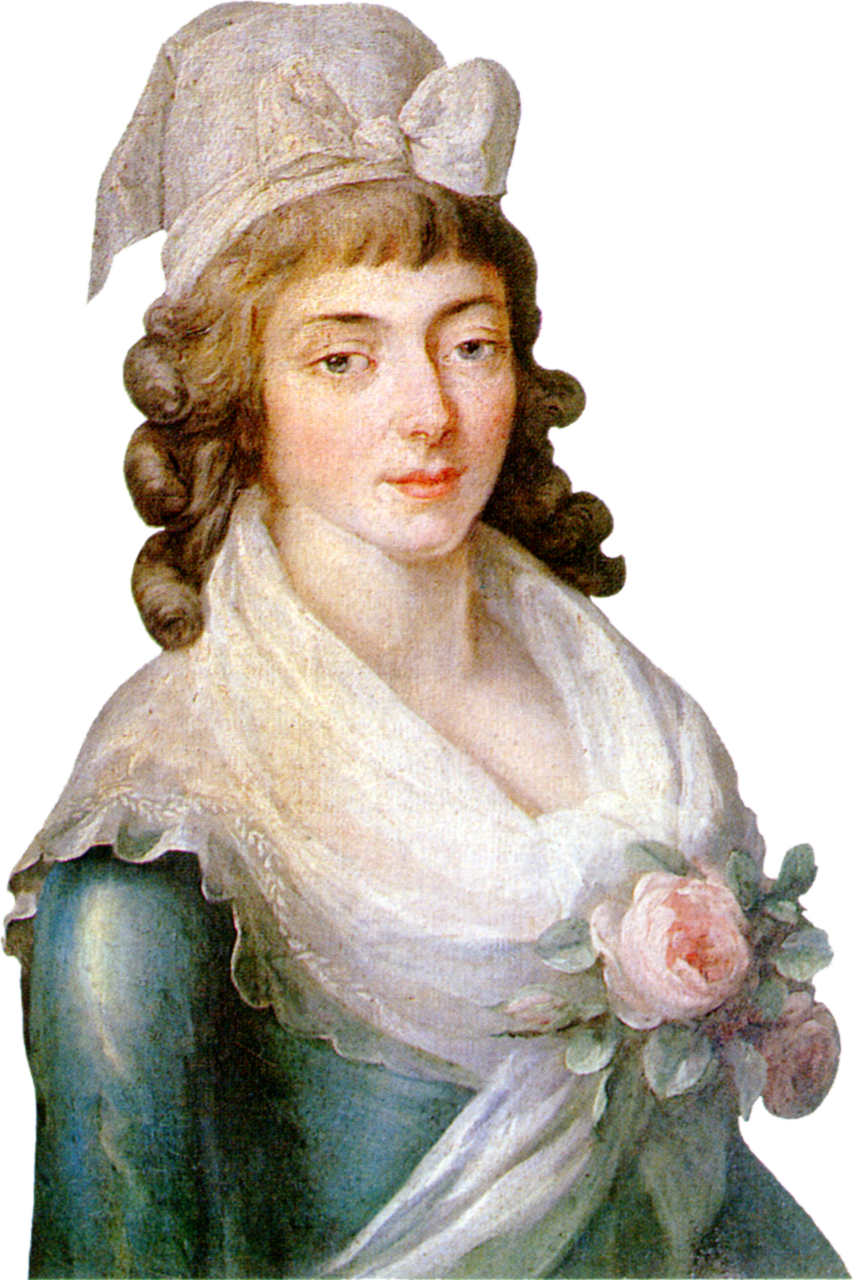
Madame Roland, portaveu dels girondins.
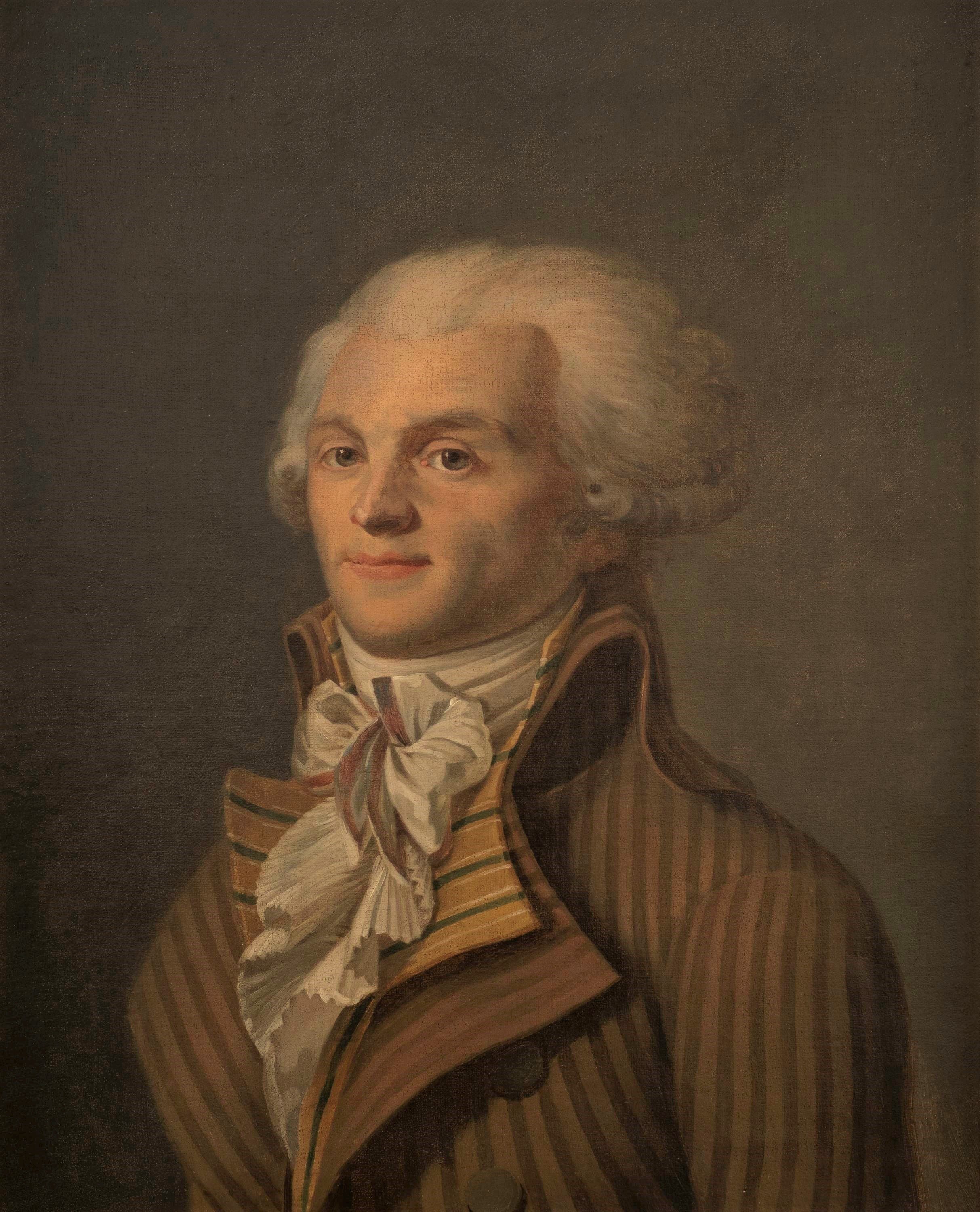
Robespierre
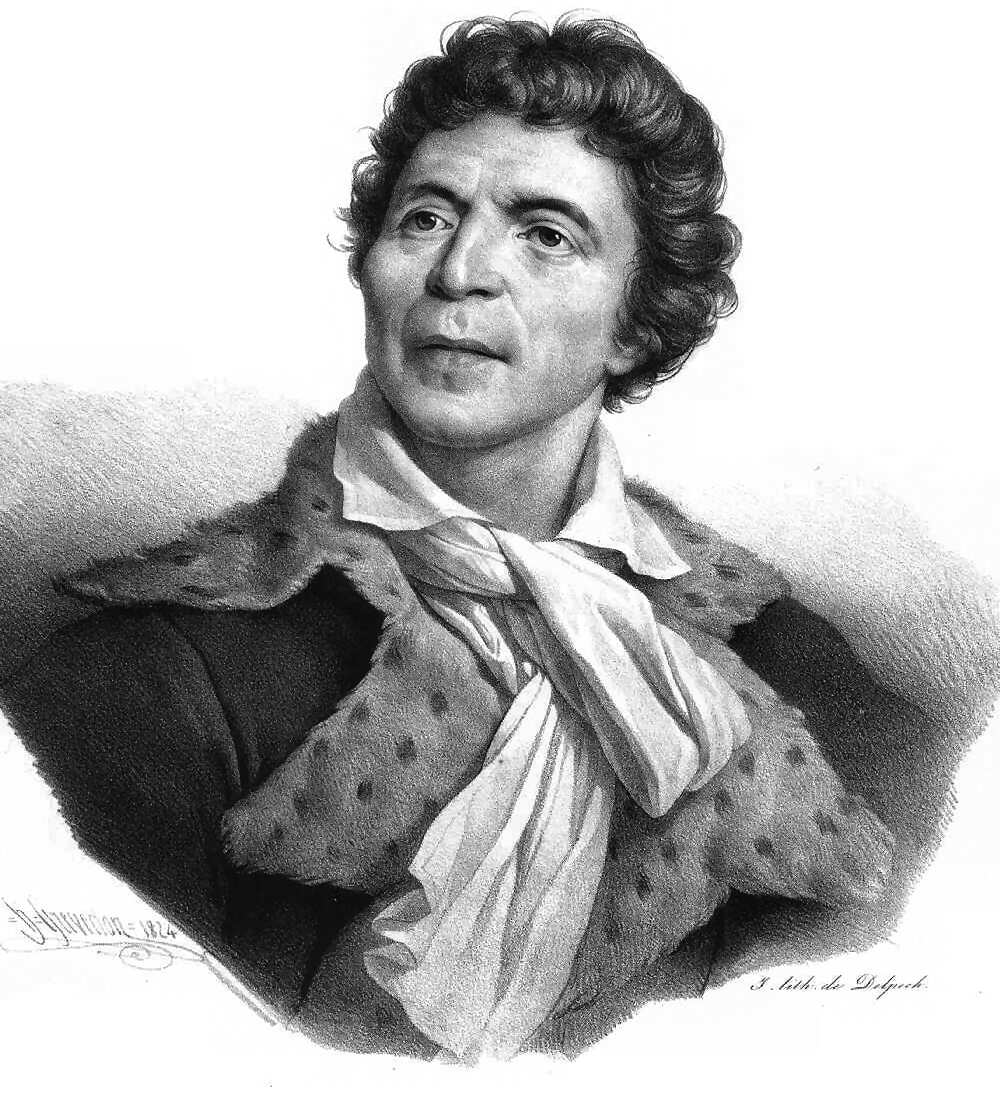
Jean Paul Marat
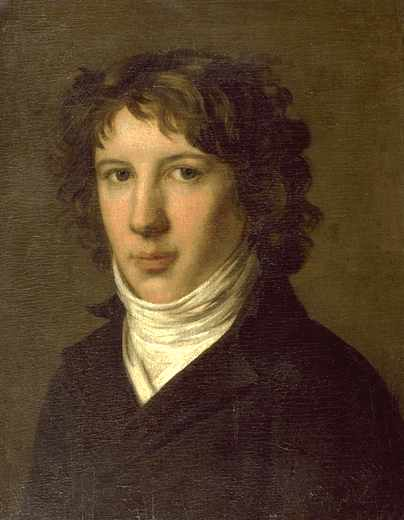
Louis Antoine de Saint-Just
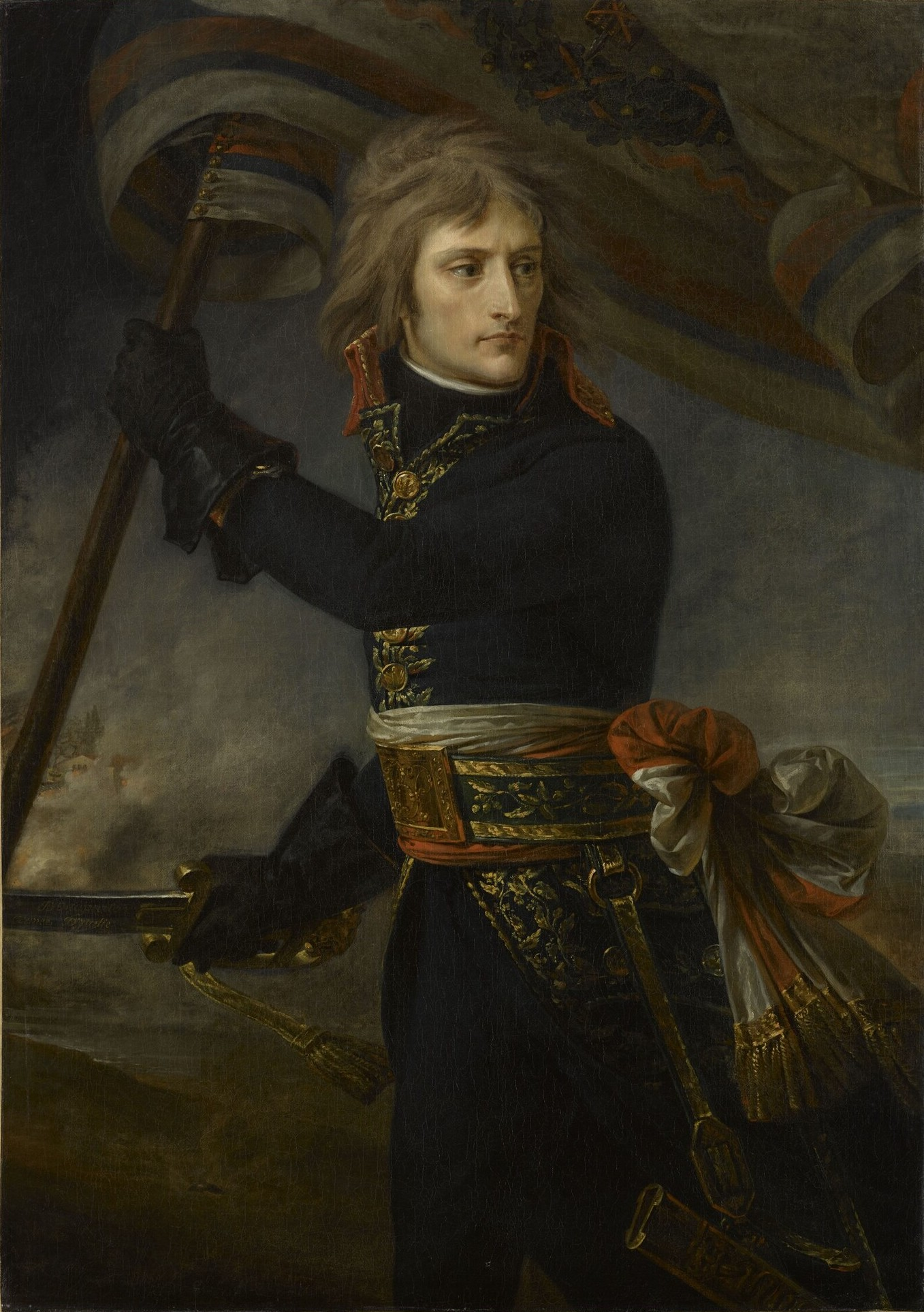
Napoleó Bonaparte
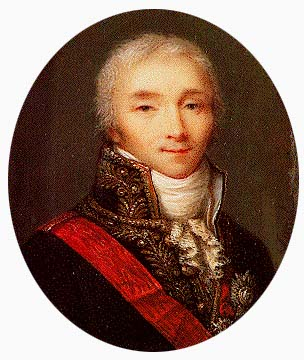
Joseph Fouché

## Herència de la Revolució
L'any 1789, un vell ordre polític i social s'havia enfonsat i malgrat el triomf sobre Napoleó de les tropes absolutistes, l'Antic Règim mai no va poder ser restablert del tot, ja que les monarquies europees hagueren de fer concessions de tipus liberals; a més la Revolució Francesa serví de model i motor a les que havien d'arribar en el futur.
La Revolució francesa havia transformat la concepció política i ideològica del món contemporani. I va proporcionar el vocabulari i els programes dels partits polítics liberals, radicals i democràtics de la major part del món, els codis de lleis o els conceptes de liberalisme i de nacionalisme, però els conceptes de llibertat i drets de l'home que se'n deriven han estat usats per justificar mesures tiràniques.
Pel que fa a algunes conseqüències sobre la societat francesa foren exagerades. Per exemple, la noblesa no va ser destruïda. De les 30.000 persones executades durant el Terror només coneixem l'origen social d'unes 14.000, de les quals al voltant de mil són nobles. Per tant, podem calcular en dos mil els nobles executats i, aproximadament 16.000 els exiliats, d'un cens de 350.000. Les transferències de propietat foren importants, però només es van vendre les propietats dels emigrats, i es calcula que la quarta part de les finques subhastades foren novament adquirides per nobles. Altres conseqüències sí que foren profundes, ja que amb la Revolució l'individu havia conquerit la seva independència. Tots els ciutadans eren iguals davant la llei, la justícia i els impostos. La llibertat individual, de consciència i d'expressió havia estat proclamada com a dret fonamental a defensar. La burgesia havia establert la llibertat de producció, de comerç i el dret de propietat, que amb l'abolició del sistema feudal havia permès el desenvolupament del capitalisme liberal.
La Revolució havia construït una república indivisible, sense els particularismes feudals. S'havia consagrat la separació entre l'Església i l'Estat, s'havia secularitzat l'ensenyament i s'havia reorganitzat l'administració estatal. Alhora, les constitucions havien assentat els principis de la sobirania nacional i de la divisió de poders.
La societat s'havia transformat profundament, el clergat havia perdut els seus privilegis, la noblesa havia desaparegut com a estament i la burgesia, en alliberar-se dels obstacles que suposaven l'aristocràcia i la monarquia absoluta, es va refermar i va prosperar. El seu ascens social ja no es podia aturar.
En darrer lloc, la Revolució havia provocat el despertar i el descobriment d'esperances noves en els pobles i les idees sembrades a Europa des del 1789 fins al 1815 van germinar al llarg de tot el segle xix. Neix una nova Europa amb constitucions que limiten el poder dels sobirans, amb divisió de poders, eleccions, partits, publicitat en la vida política, diaris. L'herència d'aquests sis anys d'història de França es percep a tota la història contemporània d'Occident.